# Chicago "L"
Chicago " L " (hvor L'et er en forkortelse for "elevated", dvs. "forhøjet") er en højbane, der betjener byen Chicago og nogle af dens omkringliggende forstæder i den amerikanske delstat Illinois. Banen drives af Chicago Transit Authority (CTA) og er det fjerdestørste metro-agtige transportsystem i USA målt på den samlede rutelængde på 165 km fra 2014, og det næststørste system af denne slags i USA, efter New York City Subway. I 2016 havde "L" 1.492 jernbanevogne, otte forskellige ruter og 145 togstationer. I 2021 havde systemet 78,623,200 passagerer, eller omkring 323,000 pr. hverdag i andet kvartal 2022.
"L" har 24-timers-drift på den røde og blå linje som et ud af kun fem hurtige transitsystemer i USA. De ældste sektioner af "L" startede i drift i 1892, hvilket gør det til det næstældste hurtig-transitsystem i Amerika, efter New York Citys højbane.
"L" er blevet krediteret for at fremme væksten af Chicagos tætte bykerne, der er et af byens kendetegn. Den består af otte hurtig-transitlinjer, der alle forbindes med "the Loop", det centrale sporkredsløb i Chicagos centrum. "L" har fået sit navn, fordi store dele af systemet er konstrueret som en højbane ("elevated track" på engelsk). Dele af netværket består dog også af undergrundstunneler eller baner i jordhøjde.
I en meningsmåling fra 2005 kårede Chicago Tribunes læsere banen til et af "Chicagos syv vidundere", efter Lake Michigan og Wrigley Field, men foran Willis Tower (tidligere Sears Tower), Chicago Vandtårn, University of Chicago og Museet for Videnskab og Industri. 

## Galleri
- "L" i 1921
- Et Metropolitan West Side Elevated Railroad-"L"-tog passerer over Chicago-floden i 1918
- Chicago Rapid Transit Company-"L"-vogne af årgang 1922. Disse vogne havde en trolleystang udover kontaktsko påvognene.
- Et damptog på Lake Street Elevated Railroad
- En bevaret Northwestern Elevated Railroad-vogn fra 1907

## Yderligere læsning
- Cudahy, Brian J. (1982). Destination Loop: The Story of Rapid Transit Railroading in and around Chicago. Brattleboro, VT: S. Greene Press. ISBN 978-0-8289-0480-3.
- Franch, John (2006). Robber Baron: The Life of Charles Tyson Yerkes. Urbana: University of Illinois Press. ISBN 978-0-252-03099-4.
- Reardon, Patrick T. (2020). The Loop: The L Tracks That Shaped and Saved Chicago (engelsk). Southern Illinois University Press. ISBN 978-0-8093-3810-8.